# Брук, Пауль ван ден
Пауль Норберт ван ден Брук (нидерл. Paul Norbert van den Broek; 18 сентября 1904, Антверпен — 1 апреля 1972, Антверпен) — бельгийский бобслеист и хоккеист, вратарь. Бронзовый призёр зимних Олимпийских игр 1924 года.

## Биография
Пауль ван ден Брук родился 18 сентября 1904 года в бельгийском городе Антверпен.
В 1921—1922 и 1939—1940 годах играл в хоккей с шайбой за «СП Антверпен», в 1922—1926 годах — за «ЛП Антверпен».
В 1923 году в составе сборной Бельгии по хоккею с шайбой участвовал в чемпионате Европы в Антверпене, где бельгийцы заняли 4-е место.
В 1924 году вошёл в состав сборной Бельгии на зимних Олимпийских играх в Шамони. В бобслее в соревнованиях четвёрок и пятёрок бельгийский экипаж, в состав которого также входили Шарль Мюльдер, Рене Мортьо, Виктор Версхурен и Анри Виллемс, завоевал бронзовую медаль, показав по сумме четырёх заездов результат 6 минут 2,29 секунды и уступив 16,75 секунды выигравшему золото экипажу из Швейцарии.
В составе сборной Бельгии по хоккею с шайбой занял 7-е место. Играл на позиции вратаря, провёл 1 матч, пропустил 19 шайб от сборной Великобритании.
Умер 1 апреля 1972 года в Антверпене.